# Pierre-Paulin Andrieu
Pierre-Paulin Andrieu (Seysses, 7 dicembre 1849 – Bordeaux, 15 febbraio 1935) è stato un cardinale e arcivescovo cattolico francese.

## Biografia
Pierre-Paulin Andrieu nacque il 7 dicembre 1849 a Seysses, regione dell'Occitania ed arcidiocesi di Tolosa, nella parte meridionale dell'allora Seconda Repubblica francese. Ricevette la cresima nel 1861.
Ricevette l'ordinazione sacerdotale il 30 maggio 1874 per imposizione delle mani di Florian-Jules-Félix Desprez, arcivescovo metropolita di Tolosa e futuro cardinale; ventiquattrenne, si è incardinato come presbitero della medesima arcidiocesi.

### Ministero episcopale
Eletto vescovo di Marsiglia il 5 aprile 1901, cinquantunenne, ricevette l'approvazione da parte di papa Leone XIII il 18 aprile successivo; succedette all'ottantunenne Joseph-Jean-Louis Robert, deceduto il 19 novembre 1900 dopo ventidue anni di episcopato. Ricevette la consacrazione episcopale il 25 luglio seguente per imposizione delle mani di Jean-Augustine Germain, arcivescovo metropolita di Tolosa, assistito dai co-consacranti Victor-Jean-Baptiste-Paulin Delannoy, vescovo di Aire, e François-Antoine Jauffret, vescovo di Bayonne. Come suo motto episcopale il neo vescovo Andrieu scelse In pax Tua virtute, che tradotto vuol dire "Il potere della Tua pace".

### Cardinalato
Papa Pio X lo elevò al rango di cardinale nel concistoro del 16 dicembre 1907, nove giorni dopo aver compiuto cinquantotto anni; il 19 dicembre seguente gli venne assegnato il titolo cardinalizio di Sant'Onofrio, vacante dal 10 agosto dello stesso anno, giorno della morte del cardinale italiano Domenico Svampa, arcivescovo metropolita di Bologna.
Il 2 gennaio 1909 papa Pio X lo promosse, cinquantanovenne, arcivescovo metropolita di Bordeaux; succedette al settantasettenne cardinale Victor-Lucien-Sulpice Lécot, deceduto il 19 dicembre 1908. In seguito, ricevette il pallio, simbolo di comunione tra la Santa Sede ed il metropolita.
Dopo la morte di papa Pio X, prese parte al conclave del 1914, che si concluse con l'elezione al soglio pontificio del cardinale Giacomo della Chiesa con il nome di Benedetto XV; inoltre, dopo la morte di quest'ultimo, prese parte al conclave del 1922, che si concluse con l'elezione al soglio pontificio del cardinale Achille Ratti con il nome di Pio XI.
Morì il 15 febbraio 1935 a Bordeaux, all'età di ottantacinque anni; al momento del decesso era il membro più anziano del Collegio Cardinalizio. Al termine dei solenni funerali, la salma venne tumulata nella Cattedrale di Bordeaux, in una tomba opera dello scultore Charles Louis Malric.

## Genealogia episcopale e successione apostolica
La genealogia episcopale è:
- Cardinale Guillaume d'Estouteville, O.S.B.Clun.
- Papa Sisto IV
- Papa Giulio II
- Cardinale Raffaele Riario
- Papa Leone X
- Papa Clemente VII
- Cardinale Antonio Sanseverino, O.S.Io.Hier.
- Cardinale Giovanni Michele Saraceni
- Papa Pio V
- Cardinale Innico d'Avalos d'Aragona, O.S.Iacobi
- Cardinale Scipione Gonzaga
- Patriarca Fabio Biondi
- Papa Urbano VIII
- Cardinale Cosimo de Torres
- Cardinale Francesco Maria Brancaccio
- Vescovo Miguel Juan Balaguer Camarasa, O.S.Io.Hier.
- Papa Alessandro VII
- Cardinale Neri Corsini
- Vescovo Francesco Ravizza
- Cardinale Veríssimo de Lencastre
- Arcivescovo João de Sousa
- Vescovo Álvaro de Abranches e Noronha
- Cardinale Nuno da Cunha e Ataíde
- Cardinale Tomás de Almeida
- Cardinale João Cosme da Cunha, C.R.S.A.
- Arcivescovo Francisco da Assunção e Brito, O.S.A.
- Vescovo Alexandre de Gouveia, T.O.R.
- Vescovo Caetano Pires Pereira, C.M.
- Vescovo Gioacchino Salvetti, O.F.M.
- Vescovo Giuseppe Maria Rizzolati, O.F.M.
- Arcivescovo Théodore-Augustin Forcade, M.E.P.
- Cardinale Jean-Pierre Boyer
- Vescovo Félix-Auguste Béguinot
- Arcivescovo Jean-Augustin Germain
- Cardinale Pierre-Paulin Andrieu

La successione apostolica è:
- Arcivescovo Dominique Castellan (1906)
- Vescovo Joseph Antoine Fabre (1909)
- Vescovo Pierre-Firmin Capmartin (1911)
- Cardinale Louis-Joseph Maurin (1911)
- Vescovo Joseph-Marie-François-Xavier Métreau (1912)
- Vescovo Christophe-Louis Légasse (1916)